# The First Crusade
The First Crusade er den første DVD-udgivelse af det svenske power metalband HammerFall der blev udgivet første gang på VHS d. 9. august 1999 og senere fulgt af en DVD 16. maj 2002. DVDen indeholder optagelser af bandet live, videoklip og interviews. 

## Numre
1. William
2. Steel Meets a girl
3. Glory To The Brave (videoklip)
4. HammerFall (videoklip)
5. Introduktion: Magnus Rosén
6. Steel Meets Steel
7. Glory To The Brave (videoklip)
8. Indspilningerne af "Glory To The Brave"
9. Ravenlord
10. The Metal Age
11. Nominerede for den svenske Grammy Awards
12. Stone Cold
13. Listening session for retards
14. German TV advertisement
15. Udgivelsesfest for albummet "Legacy Of Kings"
16. Head Over Heels in love
17. Balls To The Wall
18. Breaking The Law
19. Kasseret optagelser
20. Australian Metal Warriors

## Musikere
- Joacim Cans – Vokal
- Oscar Dronjak – Guitar og bagvokal
- Stefan Elmgren – Guitar
- Magnus Rosén – Bas
- Patrik Räfling – Trommer